# Jégkorong a 2016. évi téli ifjúsági olimpiai játékokon
A 2016. évi téli ifjúsági olimpiai játékokon a jégkorong versenyszámait február 12. és 21. között rendezték a Lillehammeri Kristens Hall-ban és Youth Hall-ban.

## Éremtáblázat
(A táblázatokban a rendező ország és Magyarország sportolói eltérő háttérszínnel, az egyes számoszlopok legmagasabb értéke, vagy értékei vastagítással kiemelve.)
| A 2016. évi téli ifjúsági olimpiai játékok éremtáblázata jégkorongban | A 2016. évi téli ifjúsági olimpiai játékok éremtáblázata jégkorongban | A 2016. évi téli ifjúsági olimpiai játékok éremtáblázata jégkorongban | A 2016. évi téli ifjúsági olimpiai játékok éremtáblázata jégkorongban | A 2016. évi téli ifjúsági olimpiai játékok éremtáblázata jégkorongban | Olimpia  |
| --------------------------------------------------------------------- | --------------------------------------------------------------------- | --------------------------------------------------------------------- | --------------------------------------------------------------------- | --------------------------------------------------------------------- | -------- |
|                                                                       | Ország                                                                | Arany                                                                 | Ezüst                                                                 | Bronz                                                                 | Összesen |
| 1.                                                                    | Egyesült Államok (USA)                                                | 1                                                                     | 0                                                                     | 0                                                                     | 1        |
| 1.                                                                    | Japán (JPN)                                                           | 1                                                                     | 0                                                                     | 0                                                                     | 1        |
| 1.                                                                    | Románia (ROU)                                                         | 1                                                                     | 0                                                                     | 0                                                                     | 1        |
| 1.                                                                    | Svédország (SWE)                                                      | 1                                                                     | 0                                                                     | 0                                                                     | 1        |
|                                                                       |                                                                       |                                                                       |                                                                       |                                                                       |          |
| 5.                                                                    | Csehország (CZE)                                                      | 0                                                                     | 1                                                                     | 0                                                                     | 1        |
| 5.                                                                    | Kanada (CAN)                                                          | 0                                                                     | 1                                                                     | 0                                                                     | 1        |
| 5.                                                                    | Olaszország (ITA)                                                     | 0                                                                     | 1                                                                     | 0                                                                     | 1        |
| 5.                                                                    | Szlovákia (SVK)                                                       | 0                                                                     | 1                                                                     | 0                                                                     | 1        |
|                                                                       |                                                                       |                                                                       |                                                                       |                                                                       |          |
| 9.                                                                    | Ausztria (AUT)                                                        | 0                                                                     | 0                                                                     | 1                                                                     | 1        |
| 9.                                                                    | Németország (GER)                                                     | 0                                                                     | 0                                                                     | 1                                                                     | 1        |
| 9.                                                                    | Oroszország (RUS)                                                     | 0                                                                     | 0                                                                     | 1                                                                     | 1        |
| 9.                                                                    | Svájc (SUI)                                                           | 0                                                                     | 0                                                                     | 1                                                                     | 1        |
|                                                                       |                                                                       |                                                                       |                                                                       |                                                                       |          |
| Összesen                                                              | Összesen                                                              | 4                                                                     | 4                                                                     | 4                                                                     | 12       |

## Érmesek

### Jégkorongtorna
| A 2016. évi téli ifjúsági olimpiai játékok érmesei jégkorongban |                        |                        |                  |                  |                   |                   |
| Versenyszám                                                     | Arany                  | Arany                  | Ezüst            | Ezüst            | Bronz             | Bronz             |
| Fiú                                                             | Egyesült Államok (USA) | Egyesült Államok (USA) | Kanada (CAN)     | Kanada (CAN)     | Oroszország (RUS) | Oroszország (RUS) |
| Lány                                                            | Svédország (SWE)       | Svédország (SWE)       | Csehország (CZE) | Csehország (CZE) | Svájc (SUI)       | Svájc (SUI)       |

### Ügyességi
| A 2016. évi téli ifjúsági olimpiai játékok érmesei ügyességi jégkorongban |                                  |       |                                     |       |                                    |       |
| Versenyszám                                                               | Arany                            | Arany | Ezüst                               | Ezüst | Bronz                              | Bronz |
| Fiú                                                                       | Eduard Casaneanu · Románia (ROU) | 14    | Sebastian Cederle · Szlovákia (SVK) | 12    | Erik Betzold · Németország (GER)   | 11    |
| Lány                                                                      | Sena Takenaka · Japán (JPN)      | 16    | Anita Muraro · Olaszország (ITA)    | 14    | Theresa Schafzahl · Ausztria (AUT) | 13    |